# 尖果寒原荠
尖果寒原荠（学名：Aphragmus oxycarpus）是十字花科寒原荠属的植物。分布于中亚以及中国大陆的云南、四川、西藏等地，生长于海拔4,400米的地区，多生于山顶草丛中。

## 变种
- 无毛寒原荠（学名：Aphragmus oxycarpus var. glaber）是十字花科寒原荠属尖果寒原荠的变种。分布于俄罗斯以及中国大陆的云南等地，生长于海拔3,900米的地区。
- 小果寒原荠（学名：Aphragmus oxycarpus var. microcarps）为十字花科寒原荠属尖果寒原荠的变种。分布于中国大陆的云南、新疆等地。